# Blood of the Saints
Albums de Powerwolf
Bible of the Beast
(2009) Alive in the Night
(2012)
Blood of the Saints est le quatrième album du groupe allemand de power metal Powerwolf, publié le 27 juillet 2011 par Metal Blade Records.

## Liste des chansons
Toute la musique est composée par Powerwolf.
| No  | Titre                                       | Durée |
| --- | ------------------------------------------- | ----- |
| 1.  | Agnus Dei (Intro)                           | 0:48  |
| 2.  | Sanctified with Dynamite                    | 4:24  |
| 3.  | We Drink Your Blood                         | 3:42  |
| 4.  | Murder at Midnight                          | 4:45  |
| 5.  | All We Need Is Blood                        | 3:34  |
| 6.  | Dead Boys Don't Cry                         | 3:23  |
| 7.  | Son of a Wolf                               | 3:58  |
| 8.  | Night of the Werewolves                     | 4:28  |
| 9.  | Phantom of the Funeral                      | 3:07  |
| 10. | Die, Die, Crucify                           | 2:58  |
| 11. | Ira Sancti (When the Saints Are Going Wild) | 6:25  |